# Dzűnbüren járás
Dzűnbüren járás (mongol nyelven: Зүүнбүрэн сум) Mongólia Szelenga tartományának egyik járása. Területe 1200 km². Népessége kb. 2400 fő.
Székhelye 45 km-re fekszik Szühebátor tartományi székhelytől.